# Pseudoplatia
Pseudoplatia is een geslacht van kevers uit de familie van de loopkevers (Carabidae). De wetenschappelijke naam van het geslacht is voor het eerst geldig gepubliceerd in 2006 door Baehr.

## Soorten
Het geslacht Pseudoplatia omvat de volgende soorten:
- Pseudoplatia dorsata (Darlington, 1968)
- Pseudoplatia drumonti (Baehr, 2006)
- Pseudoplatia expansa (Darlington, 1968)
- Pseudoplatia georgei (Baehr, 2006)
- Pseudoplatia gerdi (Baehr, 2006)
- Pseudoplatia latipennis (Baehr, 2006)
- Pseudoplatia minuthoides (Darlington, 1968)
- Pseudoplatia missai (Baehr, 2006)
- Pseudoplatia recticollis (Baehr, 2006)
- Pseudoplatia riedeli (Baehr, 2006)
- Pseudoplatia rossi (Darlington, 1968)
- Pseudoplatia sedlacekorum (Darlington, 1968)
- Pseudoplatia subnitens (Darlington, 1968)